# Diomede (Tochter des Xuthos)
Diomede (altgriechisch Διομήδη Diomḗdē), Tochter des Xuthos, ist eine Gestalt der griechischen Mythologie.
Sie war die Gemahlin des phokischen Königs Deion und wurde Mutter der attischen Heroen Ainetos, Aktor, Phylakos und Kephalos.